# Lauter (Suhl)
Lauter ist ein Ort der kreisfreien Stadt Suhl in Thüringen.

## Lage
Lauter befindet sich im Nordosten der Stadt in der Suhler Gemarkung zwischen dem 1,5 Kilometer entfernten Stadtzentrum und östlich liegendem Goldlauter-Heidersbach. Die Kreisstraße 502 verbindet die Stadtteile. Im Tal verläuft die Lauter. Nach den Baulichkeiten folgen Bergtalwiesen, bewaldete Hänge und Anhöhen.

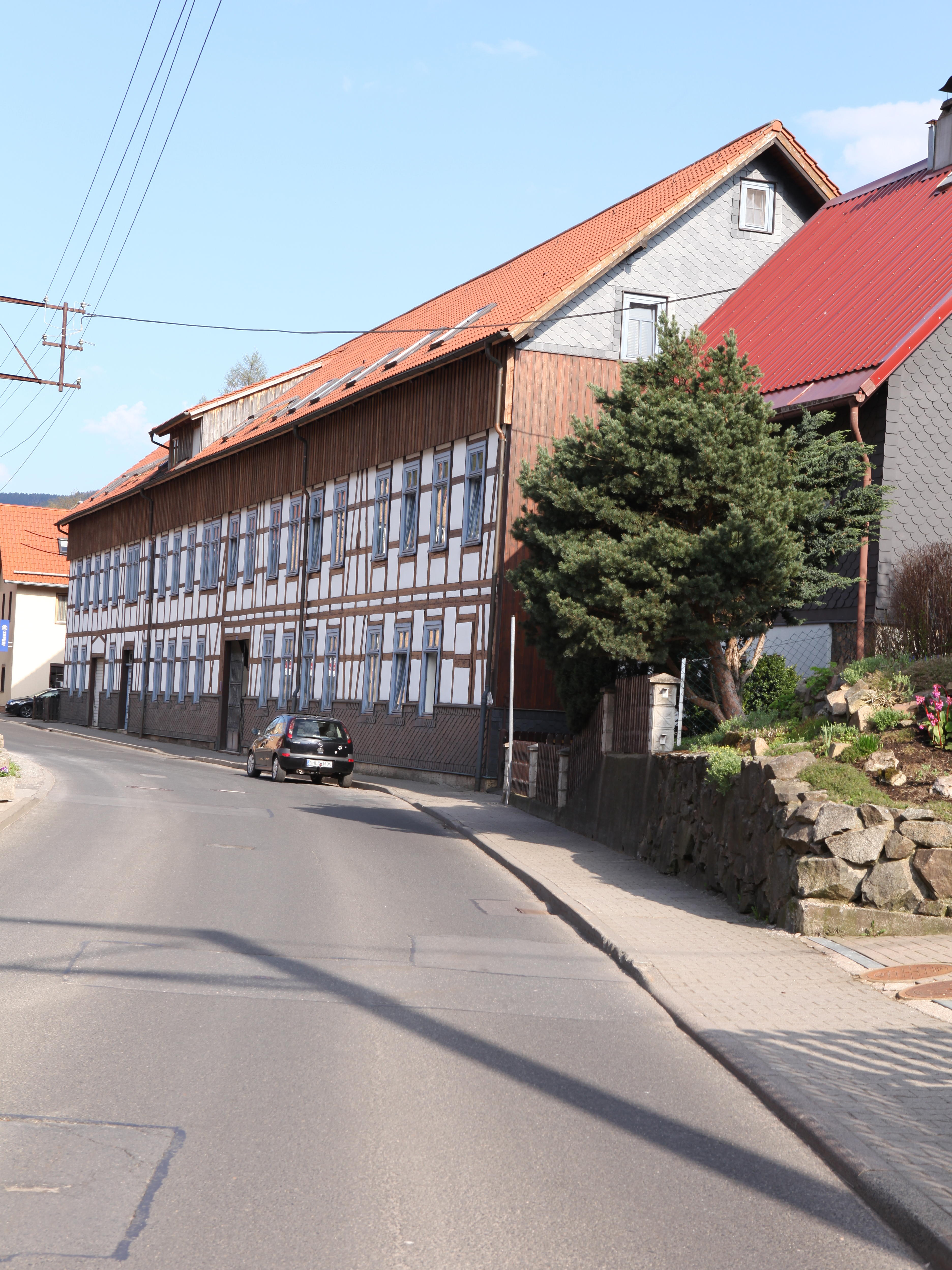
Ehemalige Porzellanfabrik Reinhold Schlegelmilch

## Geschichte
Das Gebirgstaldorf Lauter wurde erstmals am 12. Mai 1546 urkundlich erwähnt.
Von 1869 bis 1917 stellte Reinhold Schlegelmilch Porzellan in Lauter her.